# The Way It Is (песня Брюса Хорнсби)
«The Way It Is» — песня, записанная американским рок-музыкантом Брюсом Хорнсби и его группой Bruce Hornsby and the Range с их
дебютного студийного альбома The Way It Is, вышедшего в качестве 2-го сингла в 1986 году. The Way It Is достиг первого места в основных хит-парадах США, Канады и Голландии и получил номинацию на MTV Video Music Awards 1987 года. Песня посвящена проблеме социального и расового неравноправия, а в третьем куплете упоминается Закон о гражданских правах 1964 года как победа в движении за гражданские права, но автор настаивает на том, что необходимо сделать ещё больше, иначе «некоторые вещи никогда не изменятся».

## История
В 1986 году сингл достиг № 1 в Dutch Top 40, пятнадцатого места в британском UK Singles Chart и № 1 в американском Billboard Hot 100 (в декабре 1986 года).
«The Way It Is» также возглавил американский чарт Billboard Adult Contemporary в 1986 году и оставался во главе его 2 недели.
Видеоклип «The Way It Is» получил номинацию MTV Video Music Awards 1987 года в категории Лучшее видео дебютанта.

## Номинации и награды
| 1987                                      |           |
| «The Way It Is»                           |           |
| MTV Video Music Award for Best New Artist | Номинация |

## Чарты
| Чарт (1986—1987)                      | Высшая позиция |
| ------------------------------------- | -------------- |
| Бельгия/Фландрия (Ultratop 50)        | 3              |
| Canada Top Singles (RPM)              | 1              |
| ФРГ (GfK)                             | 16             |
| Ирландия (IRMA)                       | 8              |
| Нидерланды (Dutch Top 40)             | 1              |
| Новая Зеландия (Recorded Music NZ)    | 23             |
| Швейцария (Schweizer Hitparade)       | 15             |
| ЮАР                                   | 13             |
| Великобритания (OCC UK Singles)       | 15             |
| US Adult Contemporary (Billboard)     | 1              |
| US Billboard Hot 100                  | 1              |
| US Mainstream Rock Tracks (Billboard) | 3              |

## Сертификации
| Регион                                                                      | Сертификация | Продажи |
| --------------------------------------------------------------------------- | ------------ | ------- |
| Великобритания (BPI)                                                        | Золотой      | 400 000 |
| Данные о продажах + прослушиваниях приведены только на основе сертификации. |              |         |